# Francisco Espínola
Francisco Espínola, més conegut com a Paco Espínola (San José de Mayo, 4 d'octubre de 1901 – Montevideo, 26 de juny de 1973), va ser un escriptor, periodista i professor uruguaià pertanyent a la «Generació del centenari».

## Biografia
Nascut a la ciutat uruguaiana de San José de Mayo, Espínola era contrari a la dictadura de Terra i, com a resultat, va ser empresonat durant part del mandat d'aquest president. Va escriure contes per a nens, novel·les i obres de teatre.
Va ser professor de llengua i literatura castellanes a l'Institut Normal de Montevideo des de 1939, i professor de literatura en ensenyament secundari des de 1945, mentre que va exercir la docència en estilística i composició literària a la Facultat d'Humanitats i Ciències de l'Educació de la Universitat de la República.
El 1961 va rebre el Premi Nacional de Lletres.
Espínola va destacar en la seva capacitat de transmetre la literatura també de forma oral. Durant els seus darrers anys de vida, va participar activament com a militant del Partit Comunista de l'Uruguai (PCU).
Va morir el 26 de juny de 1973, abans del cop d'estat d'aquell any que donaria lloc a la dictadura militar que s'estendria fins al 1985.

## Obra
- Raza ciega (contes, pòstum, 2009)
- Saltoncito (novel·la per a nens, 1930)
- Sombras sobre la tierra (novel·la, 1933)
- Qué lástima (conte, 1933)
- La fuga en el espejo (teatre, 1937)
- El rapto y otros cuentos (contes, 1950)
- Milón, el ser del circo (assaig sobre estètica, 1954)
- Don Juan, el Zorro (tres fragments de novel·la, 1968)
- Rodríguez (conte breu)
- Las Ratas (conte breu)
- El hombre pálido (conte breu)